# Zespół Kallmanna

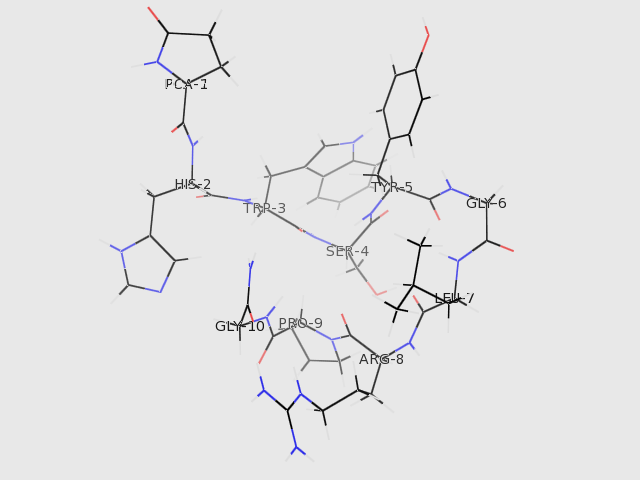
Model cząsteczki GNRH1

Zespół Kallmanna (ang. Kallmann syndrome) – grupa uwarunkowanych genetycznie chorób endokrynologicznych, w których obrazie klinicznym występuje zaburzenie węchu i hipogonadyzm hipogonadotropowy.

## Historia
Pierwszy znany opis tego zespołu pochodzi z 1856 roku, kiedy hiszpański lekarz Aureliano Maestre de San Juan dokonał autopsji 40-letniego mężczyzny, u którego stwierdził hipogonadyzm, bardzo małe jądra i nieobecne opuszki węchowe. Kilka lat później podobny przypadek opisał austriacki patolog Richard Ladislaus Heschl. W 1914 Franz Weidenreich u trzech na dziesięciu pacjentów z anosmią stwierdził hipogonadyzm, i zasugerował związek tych dwóch patologii. Franz Josef Kallmann i wsp. w 1944 jako pierwszy przedstawił rodzinny charakter eunuchoidyzmu połączonego z brakiem powonienia, sugerując w opisie trzech rodzin etiologię genetyczną. Jednak pierwszy dowód zaburzenia na osi przysadka-podwzgórze pojawił się, dopiero gdy opracowano metodę oznaczania gonadotropin w moczu. Zespół Kallmanna został sklasyfikowany jako postać hipogonadyzmu hipogonadotropowego. W późniejszych badaniach uzyskano jednoznaczny dowód na niedobór wydzielania gonadoliberyny – hormonu uwalniającego gonadotropiny (GnRH).

## Definicja i epidemiologia
Zespół Kallmanna de Morsiera oznacza połączenie wrodzonego hipogonadyzmu hipogonadotropowego z brakiem powonienia (anosmią) lub jego upośledzeniem (hiposmią). Zespół ten bywa też czasem nazywany wrodzoną dysplazją węchu.
Idiopatyczny hipogonadyzm hipogonadotropowy to szerszy termin opisujący pacjentów z niewytłumaczalnym izolowanym niedoborem gonadotropiny, który może, lecz nie musi, być połączony z brakiem powonienia. Nawet w rodzinach obciążonych genetycznie jedne osoby mogą przejawiać zarówno izolowany niedobór gonadotropiny, jak i brak powonienia, podczas gdy inne – izolowany niedobór gonadotropiny i normalny zmysł węchu.
Zespół ten cztery do pięciu razy częściej dotyka mężczyzn. Może występować zarówno dziedzicznie, jak i samoistnie. Stwierdzono dziedziczenie w sposób autosomalny recesywny, autosomalny dominujący i związany z chromosomem X. Uwarunkowanie genetyczne można potwierdzić u zaledwie 20–30% wszystkich przypadków wystąpienia zespołu.
Przypadki samoistne wykazują zbliżone cechy kliniczne do klasycznego zaburzenia dziedzicznego. Nawet w przypadku dziedziczenia autosomalnego dominującego zespół ten zazwyczaj częściej dotyka mężczyzn. Niezależnie od modelu dziedziczenia często obserwuje się niekompletne objawy znanych cech zespołu, co wynika ze zmienności penetracji genu.
Jest to choroba rzadka, zwłaszcza u kobiet – szacuje się, że występuje jeden przypadek na 8–10 tys. mężczyzn i 40–50 tys. kobiet.

## Patofizjologia
Podstawowym zaburzeniem prowadzącym do hipogonadyzmu w tym zespole jest nienormalne wydzielanie gonadoliberyny w podwzgórzu wtórne w stosunku do zaburzenia migracji neuronów wydzielających gonadoliberynę z opuszki węchowej do mózgu i agenezji receptorów węchowych.

## Objawy kliniczne
Pacjenci z zespołem Kallmanna zgłaszają się na ogół do lekarza w związku z opóźnionym dojrzewaniem lub niepełnym rozwojem cech płciowych. U około 80% pacjentów występuje brak lub upośledzenie powonienia, co stanowi podstawę dla diagnozy zespołu u osób z izolowanym niedoborem gonadotropiny. Obserwuje się też zazwyczaj małe jądra, małe prącie i wnętrostwo. U kobiet brak rozwoju piersi jest istotniejszy niż owłosienie łonowe i pachowe, ponieważ adrenarche może wystąpić niezależnie od gonadarche.
Pozostałe objawy są następujące:
- nieprawidłowości układu kostnego (zrost palców, skrócony dalszy koniec kości śródręcza, asymetria twarzoczaszki);
- zaburzenia linii środkowej (rozszczep warg lub podniebienia, daltonizm, agenezja nerek, głuchota nerwowa);
- nieprawidłowa rotacja trzewi;
- wrodzona wada serca;
- objawy neurologiczne (ruchy mimowolne, niemożność płynnego śledzenia wzrokiem i dysfunkcja móżdżku);
- ginekomastia[4];
- zaobserwowano powiązania z występowaniem ADHD[4];

Zaburzenia związane z chromosomem X mogą być połączone z rybią łuską, upośledzeniem umysłowym, chorobą Conradiego i niskim wzrostem.

## Diagnoza
Hipogonadyzm hipogonadotropowy stwierdza się u dorosłych na podstawie normalnego lub niskiego poziomu hormonu luteinizującego w surowicy (LH) oraz folikulotropiny (FSH) w obecności małego stężenia testosteronu u mężczyzn i estradiolu u kobiet.
U młodszych pacjentów oznaczenia te nie pozwalają rozróżnić niedoboru gonadotropiny od organicznego opóźnienia dojrzewania. Zróżnicowanie jest bardzo trudne. Dojrzewanie uważa się za opóźnione, jeśli nie rozpoczyna się w 14. roku życia u chłopców i 13. roku życia u dziewcząt. Nie istnieją żadne niezawodne testy pozwalające z całą pewnością rozróżnić te dwie jednostki chorobowe. Jedynym sposobem na rozróżnienie idiopatycznego hipogonadyzmu hipogonadotropowego (IHH) od opóźnionego dojrzewania jest długofalowa obserwacja.
Po stwierdzeniu hipogonadyzmu hipogonadotropowego dodatni wywiad rodzinny i osłabiony węch lub inne podobne zaburzenia są silnym argumentem przemawiającym za diagnozą tego zespołu. IHH pozostaje diagnozą z wykluczenia. Testy czynności tarczycy u wszystkich pacjentów powinny obejmować oznaczenie TSH, wolnego T4 i prolaktyny. W razie potrzeby należy przeprowadzić test stymulacji wydzielania ACTH. Wskazane jest oznaczenie żelaza w surowicy, transferryny i ferrytyny, co pozwala wykluczyć hemochromatozę, jak również przeprowadzenie tomografii komputerowej lub rezonansu magnetycznego. Powinno się też zrobić próbę czułości powonienia, ponieważ pacjenci mogą nie być świadomi osłabienia zmysłu węchu.
W diagnozie różnicowej występują przyczyny powszechne i rzadkie:
- powszechne: organiczne opóźnienie dojrzewania, idiopatyczny niedobór lub brak hormonów przysadkowych, guz podwzgórza, powikłania radioterapii, przewlekła choroba ogólnoustrojowa, niedożywienie, jadłowstręt psychiczny, bulimia, niedoczynność tarczycy, hiperprolaktynemia, choroba Cushinga, cukrzyca;
- rzadkie: uraz głowy, komplikacje po infekcji, wady rozwojowe naczyń, inne guzy przysadki i podwzgórza, histiocytoza X, wrodzony przerost nadnerczy i inne.

## Leczenie
Mężczyźni
- testosteronowa terapia zastępcza: enantat testosteronu lub cypionat testosteronu 50–100 mg i.m. q 2 tygodnie (dawka początkowa), potem 200 mg i.m. q 2 tygodnie (dawka dla dorosłego);
- prowokowanie spermatogenezy: spermatogenezę można wywołać u większości mężczyzn przez podawanie gonadotropiny lub pulsacyjne leczenie gonadoliberyną; klomifen jest nieskuteczny w przypadku IHH. U niektórych pacjentów osiągnięcie normalnego poziomu wytwarzania nasienia może wymagać co najmniej dwuletniej terapii.

Kobiety
- sterydowa terapia zastępcza: cykliczna estrogenowo-progestagenowa terapia zastępcza. Zmodyfikowany estrogen 0,3 mg p.o. dziennie (dawka początkowa) lub zmodyfikowany estrogen 0,625–1,2 mg p.o. dziennie, od 1 do 25 dnia, plus octan medroksyprogesteronu 10 mg p.o. przez ostatnie 10–14 dni (aby sprowokować i utrzymać normalne miesiączkowanie);
- prowokowanie owulacji: owulację i płodność można uzyskać, podając gonadotropiny lub przez pulsacyjne leczenie gonadoliberyną.